# Max Simon Nordau
Max Simon Nordau, gyakran csak Max Nordau, születési nevén Südfeld Maximilian (Miksa) Simon (Pest, 1849. július 29. – Párizs, 1923. január 23.) lengyelországi zsidó származású, Magyarországon született, de élete nagy részében Franciaországban működő, német nyelven író orvos, újságíró, szépíró, filozófus. Jelentős tevékenységet fejtett ki a zsidók palesztinai visszatelepülésével kapcsolatban megindított cionista-mozgalom kialakulásában. Több nyelvre lefordított Entartung (Elfajzás, degeneráció) című művében orvosi szempontból támadta a modern, véleménye szerint „beteges, abnormális” művészeti alkotásokat.

## Élete
Nordau lengyelországi zsidó családból származott, amely a hagyomány szerint a spanyolországi Segovia városából került a zsidók 15. század végi spanyolországi kiűzetése után Lengyelországba. Később a család Magyarországra települt, és itt született meg a család egyik ortodox rabbijának fiaként 1849-ben Südfeld Maximilian Simon néven. A Nordau nevet csak később vette fel.
Nordau 18 éves korában iratkozott be a Pesti Egyetem orvosi karára. Lassan haladt az egyetemen, mert idejét európai utazgatásokkal színesítette, és ezeknek élményeit osztotta meg – nappali tanulmányai mellett – éjszakánként írt újságcikkekkel. Csak 1876-ban, 27 éves korában szerezte meg az orvosi diplomáját, majd ezt követően Párizsba ment továbbtanulni. Mivel édesapja ekkor már nem élt, magával vitte szeretett édesanyját és húgát, Lottit is. Párizsban Jean-Martin Charcot elmeorvos tanítványa lett a Hospice de la Salpetriere nevű kórházban, de foglalkozott szülészettel, nőgyógyászattal, és patológiával is. 1878-ban, 29 éves korában Berlinben jelentette meg első könyvét Aus dem wahren Milliardenlande címen. Nordau ezt követően visszatért Magyarországra, és rendelőt nyitott Pesten. Mivel nemigen vették igénybe szolgáltatásait, 1880-ban véglegesen elhagyta Magyarországot, és ismét Párizsba költözött. Itt pszichiáterként és szülészként dolgozott hosszabb időn át, és később boldogan mesélte feleségének, hogy egyetlen szülőanya sem veszett el kezei között. Működése olyan sikeres volt, hogy a franciákon kívül több más nemzetiségű személy (spanyolok, zsidók, németek, görögök, amerikaiak) is felkereste, hogy igénybe vegye kezeléseit. Szombatonként térítésmentesen szegényeket látott el.
Zsidó identitásával nem sokat foglalkozott, csak az 1890-es években, részben a Dreyfus-per (1897) idején vált ez jelentősebbé számára. Nordau ekkoriban az elsők egyike volt, aki a legnagyobb lelkesedéssel csatlakozott Herzl Tivadar cionista mozgalmához. Már 1896-ban, amikor megjelent Herzl Der Judenstaatja, Nordau a maga világhírének egész súlyával melléje állott. Szóban és írásban, hírlapi cikkekben, tanulmányokban, bizalmas konferenciákon és népgyűléseken félelmetes dialektikával harcolt eszményeiért. Már az első baseli cionista kongresszusokon is mesterien egybekovácsolt beszédekkel lelkesítette a cionizmus híveit és támadta Herzl ellenfeleit. Herzl halála után, 1905-ben a baseli kongresszuson, mint elnök már ő lépett a cionizmus megalapítójának örökébe. A mozgalomnak azután egészen a világháborúig ő volt a szellemi vezére, harcos agitátora és fáradhatatlan publicistája. Der Zionismus című 1902-es nagyobb tanulmánya magyar nyelven is megjelent Gábel Gyula fordításában (A czionizmus, Pozsony, 1902).
Mindemellett orvosi tanulmányokat jelentetett meg, és éveken át a bécsi Neue Freie Presse párizsi tudósítója volt. Az események legtitkosabb rugóit feltáró külpolitikai tanulmányai, megkapóan érdekes irodalmi, színházi és képzőművészeti kritikái éleselméjűségükkel, semmiféle bálványt nem tisztelő radikalizmusukkal és a végletekig menő logikai következetességükkel mindenkor nagy feltűnést keltettek és hatalmas olvasótábort hódítottak maguknak.
Az első világháború kitörése után osztrák–magyar állampolgársága miatt 4 éves spanyol emigrációba kényszerült. Tiszteletbeli doktorátust kapott a madridi egyetemtől és Segoviában felkereste azt a házat, ahonnan családja a hagyomány szerint származott. Az első világháború után Londonba ment, és beszédeket tartott a cionizmus érdekében. Megérte még, hogy 1920-ban Anglia mandátuma alatt létrejött a palesztinai zsidó nemzeti otthon. Nordau visszatért Párizsba, és tervezve Izraelbe költözését, tanulmányozni kezdte az újhéber nyelvet. Erre azonban már nem volt ideje, mert 1921-ben agyvérzést kapott, és 1923-ban 74 éves korában szívrohamban elhunyt. Hamvait végső akaratának megfelelően 1926-ban Tel-Avivba szállították és a régi temetőben hantolták el. Részletes életrajzát magyar nyelven Révész Béla zsidó származású szocialista író készítette el (Max Nordau élete, Budapest, 1941).

## Művészetkritikája
Nordau a maga korában orvosi és cionizmussal kapcsolatos társadalmi tevékenysége mellett elsősorban művészetkritikájával keltett nagy figyelmet. 1892-ben megjelent Entartung (Elfajzás, degeneráció) című művében orvosi szempontból tette vizsgálat tárgyává a korabeli művészeti alkotásokat. Úgy ítélte meg, hogy az egészséges, normális művészet mellett kialakult egy beteg, degenerált művészet, mint ahogy „az elfajzottak nem mindig bűnözők, prostituáltak, anarchisták és kimondott őrültek – néha írók és művészek.” Művét hamarosan lefordították angol, francia, és olasz nyelvre. Avantgárdellenes nézeteit érdekes módon később, az 1930-as években a hitleri Németországban használták fel az „Elfajzott művészet” (Entartete Kunst) minősítésére és háttérbe szorítására. Nem csak nyomot hagyott Nordau műve az orosz művészetkritikában is, hanem egészen rendkívüli sikert aratott: számtalan fordítást és kiadást ért meg, a marxista Georgij Valentyinovics Plehanov, Anatolij Vasziljevics Lunacsarszkij, és Makszim Gorkij is előszeretettel hivatkoztak rá. Gondolatai még Amerikában is hatottak.

## Művei

### Eredeti nyelven
Tudományos munkák (tanulmányok, értekezések):
- Aus dem wahren Milliardenlande (2. kiadás, Lipcse, 1881)
- Vom Kreml zur Alhambra (Lipcse, 1879)
- Paris unter der dritten Republik (3 kiad., Lipcse, 1880)
- Ausgewählte Pariser Briefe (2. kiad., Lipcse, 1887)
- Conventionelle Lügen der Kulturmenschheit (13. kiad., Lipcse, 1888)
- Paradoxe (4. kiad., Lipcse, 1886)
- Die neuen Journalisten (Bréma, 1880)
- Entartung (Berlin, 1893)
- Zeitqenössische Franzosen (1901)
- Von Kunst und Künstlernv (1905)
- Der Sinn der Geschichte (1909)
- Biologie der Ethik (1921)

Szépirodalmi művek (regények, színdarabok):
- Der Krieg der Millionen (1886)
- Die Krankheit des Jahrhunderts (1889)
- Gefühlskomödie (1891)
- Drohnenschlacht (1898)
- Morganatisch (1904)
- Das Recht zu lieben (1894)
- Die Kugel (1895)
- Doktor Kohn (1898)
- Der Lebenssport (1912)

### Magyar nyelvű fordítások

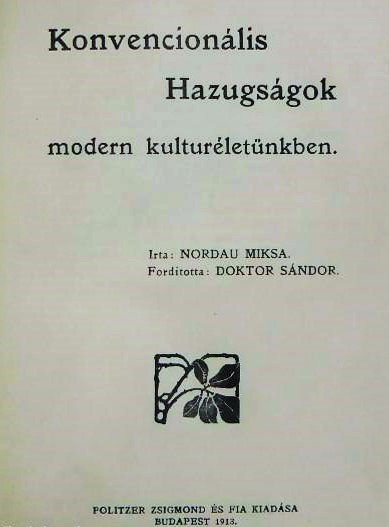
Konvencionális hazugságok modern kultúréletünkben

- Nordau Miksa: A czionizmus; ford. Gábel Gyula; Áháváth Czion-Egylet, Pozsony, 1902
- Konvencionális hazugságok modern kultúréletünkben; ford. Doktor Sándor; Politzer, Budapest, 1913
- Miksa Nordau: Mi a cionizmus?; ford. Grünberger Béla; Sonnenfeld, Nagyvárad, 1919 (Zsidó renaissance könyvtár)
- Mesék, melyeket kicsi Maxájának mondott el 4-9 éves koráig; ford. Giszkalay János; Iparón, Budapest, 1920
- Doktor Kohn. Dráma; ford. Lőwy Ferenc; Erdélyi zsidó kiadótársaság, Kolozsvár, 1920
- Az asszimiláció tragédiája; ford. Sas László; in: A zsidóság vezérei; Kadima, Cluj, 1922 (Kadima könyvtár)
- Írások a cionizmusról; ford., bev. Mohácsi Jenő; Bíró Miklós Ny., Budapest, 1930 (Népszerű Zsidó Könyvtár)
- Doktor Kohn / Önéletrajzom és kiegészítő adatok; ford. Giszkalay János, bev. Theodor Herzl; Kirjat Széfer, Lugoj, 1937 (Kirjat Széfer könyve)